# Marieke Blankestijn
Marieke Blankestijn (Den Haag, 1963) is een Nederlands violiste.
Ze kreeg haar eerste vioollessen van John Poth te Den Haag. Al heel snel werd zij lid van Hofstads Jeugdorkest. Vanaf 1977 was zij leerlinge van Herman Krebbers aan het Sweelinck Conservatorium in Amsterdam. Daarna studeerde zij twee jaar bij de Hongaarse violist Sandor Vegh in Salzburg, waar ze op haar 21e het Internationale Mozart-concours won. In Nederland won ze de tweede prijs op het Nationaal Vioolconcours Oskar Back in 1981.
Ze is concertmeester van het Chamber Orchestra of Europe, waarmee ze ook als solist optrad, onder leiding van de dirigenten Claudio Abbado, Nikolaus Harnoncourt en Herbert Blomstedt in onder andere Londen, Berlijn, Parijs, Brussel, Keulen en Salzburg. Sinds 2011 is Blankestijn ook concertmeester van de London Mozart Players en vanaf 2012 ook van het Rotterdams Philharmonisch Orkest.
Verder is Blankestijn actief in de kamermuziek en speelde met bijna alle Nederlandse symfonieorkesten en trad ze op voor radio en televisie.
Ze maakte opnamen als soliste met het Chamber Orchestra of Europe, waaronder De vier jaargetijden van Vivaldi (welke cd door het tijdschrift Gramophone als hun eerste keuze werd benoemd), Frank Martins Polyptyque onder leiding van Thierry Fischer, de Brandenburgse Concerten van Bach, de hobo en vioolconcerten van Vivaldi met Douglas Boyd en de Sinfonia Concertante van Haydn onder leiding van Abbado. Verder nam ze het vioolconcert nr. 4 in D majeur op met Amsterdam Sinfonietta en het septet van Beethoven, het octet en nonet van Spohr en de kwintetten van Dvořák als leider van het Gaudier Ensemble.
Blankestijn speelt op een instrument van Matteo Goffriller van het Nationaal Muziekinstrumentenfonds.